# Textronique
Textronique/textronics, de l'anglais textile et electronics qu'on peut retrouver sous le nom de e-textile.

## Présentation

### But des textronics
Mêler l'utilité de l'électronique aux avantages du textile :
- léger ;
- souple ;
- lavable,

et pour le textronique-vêtement il faut ajouter :
- durable ;
- confortable (léger, souple, agréable au toucher…).

### Fonctions et mots-clés
- e-textile
- smart-textile
- e-wear
- i-textile

### Conception

#### Les contraintes
- électricité
- l'encombrement
- toutes les contraintes textile.

## Le domaine du loisir
- le blouson MP3

## Le domaine médical
- smart T-shirt